# Mars Attacks!
Mars Attacks! és una pel·lícula del 1996 dirigida per Tim Burton. La història està basada en la sèrie de cromos Mars Attacks de la marca Topps, treta al mercat per primera vegada el 1962. Ha estat doblada al català.
La pel·lícula compta amb un repartiment coral format per diversos intèrprets famosos com ara Jack Nicholson (que interpreta a dos personatges diferents), Glenn Close, Annette Bening, Pierce Brosnan, Danny DeVito, Sarah Jessica Parker, Michael J. Fox, Rod Steiger, Tom Jones, Natalie Portman i l'últim paper a la pantalla gran de Sylvia Sidney.

## Argument
Els marcians han arribat al planeta Terra i el president dels Estats Units busca relació pacífica entre ells i els éssers humans. Però els marcians ignoren els intents del president i ataquen el planeta mitjançant pistoles de raigs làser. Durant els atacs es pot veure els marcians "jugant" amb alguns monuments famosos del planeta com els moais de l'Illa de Pasqua, el mont Rushmore o la torre Eiffel. La gent entra en pànic i un dels protagonistes quan va al rescatament de la seva àvia descobreix el mètode per exterminar els extraterrestres, tocant una cançó anomenada Indian Love Call de Slim Whitman. La cançó provoca que el cervell dels marcians esclati, d'aquest mode acaben amb l'amenaça. La pel·lícula acaba amb el planeta Terra en ruïnes i diverses pèrdues com la del president dels Estats Units.

## Repartiment
- Jack Nicholson: President James Dale i Art Land
- Glenn Close: Primera Dama Marsha Dale
- Annette Bening: Barbara Land
- Pierce Brosnan: Donald Kessler
- Danny DeVito: Rude Gambler
- Martin Short: Jerry Ross
- Sarah Jessica Parker: Natalie Lake
- Michael J. Fox: Jason Stone
- Rod Steiger: General Decker
- Tom Jones: Com a ell mateix
- Lukas Haas: Richie Norris
- Natalie Portman: Taffy Dale
- Jim Brown: Byron Williams
- Lisa Marie Smith: Dona Marciana
- Sylvia Sidney: Florence Norris
- Christina Applegate: Sharona
- Pam Grier: Louise Williams
- Paul Winfield: Tinent General Casey
- Jack Black: Billy-Glen Norris
- Brian Haley: Mitch
- Jerzy Skolimowski: Dr. Zeigler
- Barbet Schroeder: Maurice

## Banda sonora
La banda sonora va sortir a la venda el 4 de març de 1997 per Atlantic Records.
Totes les cançons foren compostes per Danny Elfman (exceptuant "Indian Love Call", interpretat per Slim Whitman i "It's Not Unusual", interpretat per Tom Jones).
| Núm.          | Títol                                             | Durada |
| ------------- | ------------------------------------------------- | ------ |
| 1.            | «Introduction»                                    | 1:40   |
| 2.            | «Main Titles»                                     | 2:22   |
| 3.            | «First Sighting»                                  | 1:26   |
| 4.            | «The Landing»                                     | 6:01   |
| 5.            | «Ungodly Experiments»                             | 0:53   |
| 6.            | «State Address»                                   | 3:06   |
| 7.            | «Martian Madame»                                  | 3:02   |
| 8.            | «Martian Lounge»                                  | 2:54   |
| 9.            | «Return Message»                                  | 2:17   |
| 10.           | «Destructo X»                                     | 1:17   |
| 11.           | «Loving Heads»                                    | 1:20   |
| 12.           | «Pursuit»                                         | 2:55   |
| 13.           | «The War Room»                                    | 1:31   |
| 14.           | «Airfield Dilemma»                                | 2:05   |
| 15.           | «New World»                                       | 1:45   |
| 16.           | «Ritchie's Speech»                                | 3:09   |
| 17.           | «End Credits»                                     | 3:53   |
| 18.           | «Indian Love Call» (interpretat per Slim Whitman) | 3:08   |
| 19.           | «It's Not Unusual» (interpretat per Tom Jones)    | 2:00   |
| Durada total: | Durada total:                                     | 46:44  |

## Recepció
Warner Bros, va invertir 20 milions de dòlars en publicitar la pel·lícula; juntament amb el cost de producció de 80 milions, la pel·lícula va tenir un cost de 100 milions de dòlars. Una novel·lització escrita per Jonathan Gems va ser publicada per Puffin Books el gener de 1997. La pel·lícula es va estrenar als Estats Units el 13 de desembre de 1996 i va tenir una recaptació de 9,38 milions el seu primer cap de setmana. La recaptació final a nivell mundial va ser de 101,37 milions de dòlars nord-americans.